# Maleïda 1882
Maleïda 1882, coneguda també com a Maleïda 1882: L'aventura de Jacint Verdaguer a l'Aneto, és una pel·lícula documental dirigida per Albert Naudín que es va estrenar el 2019. El film recrea la travessa de Jacint Verdaguer en el seu ascens a la Maleïda a través de versos del poeta i els textos de recerca de Bernat Gasull i Roig. És protagonitzada per l'actor Lluís Soler i Auladell, que interpreta el poeta de vell, l'actor Santi Pocino que l'interpreta de jove, i Bernat Gasull que fa de narrador. El 14 de maig de 2020 es va estrenar a la televisió pública catalana a través del Canal 33.
La pel·lícula està plantejada en tres temps: al primer un narrador explica la història sobre el terreny (Bernat Gasull); al segon apareix un jove Verdaguer (Santi Pocino) que fa el recorregut, i al tercer apareix el Verdaguer més gran (Lluís Soler) que recorda 'tot aquell moment explosiu de la seva vida quan va explorar les muntanyes dels Pirineus'.

## Premis i nominacions
| Any  | Premi        | Categoria                    | Nominació    | Resultat  | Ref.  |
| ---- | ------------ | ---------------------------- | ------------ | --------- | ----- |
| 2020 | Premis Gaudí | Millor pel·lícula documental | Maleïda 1882 | Candidata | [ 5 ] |